# Furumo Stadion
Het Furumo stadion is een ijsbaan in Geithus in de provincie Buskerud in het zuiden van Noorwegen.

## Nieuwe stadion
De openlucht-kunstijsbaan is geopend in 1995 en ligt op 116 meter boven zeeniveau. Hiervoor was de ijsbaan een natuurijsbaan.

### Grote kampioenschappen
Internationale kampioenschappen
- 1999 - WK allround junioren

Nationale kampioenschappen
- 1997 - NK sprint mannen/vrouwen
- 1998 - NK allround mannen/vrouwen
- 2000 - NK sprint mannen/vrouwen
- 2000 - NK afstanden mannen/vrouwen
- 2000 - NK allround mannen/vrouwen
- 2003 - NK afstanden mannen/vrouwen
- 2004 - NK afstanden mannen/vrouwen
- 2007 - NK allround mannen/vrouwen

## Oude Furumo Stadion
Het Furumo stadion is een voormalige ijsbaan in Geithus in de provincie Buskerud in het zuiden van Noorwegen. De ijsbaan is in de jaren 1927 tot 1995 een natuurijsbaan. Na 1995 is het een kunstijsbaan geworden.

### Grote kampioenschappen
- 1986 - EK allround vrouwen

### Wereldrecords
| Nr. | Discipline     | Naam         | Land                           | Tijd    | Datum           |
| --- | -------------- | ------------ | ------------------------------ | ------- | --------------- |
| 1.  | 5000 meter (v) | Andrea Ehrig | Duitse Democratische Republiek | 7.31,45 | 12 januari 1986 |

## Geithus Idrettslag
De vereniging Geithus Idrettslag maakt gebruik van het Furumo Stadion. De volgende bekende schaatsers zijn (ex-)lid van de Geithus Idrettslag:
- Ellen Bjertnes
- Martin Bjertnes
- Odd Borgersen
- Reidar Borgersen
- Kristian Reistad Fredriksen
- Vibeke Gundersen
- Joachim Jalmar Haugen
- Edel Therese Høiseth
- Bjørg Eva Jensen
- Linda Olsen
- Morten Stordal
- Rune Stordal